# Euryglottis albostigmata
Euryglottis albostigmata is een vlinder uit de familie van de pijlstaarten (Sphingidae). De wetenschappelijke naam van de soort werd in 1895 gepubliceerd door Lionel Walter Rothschild.

## Beschrijving

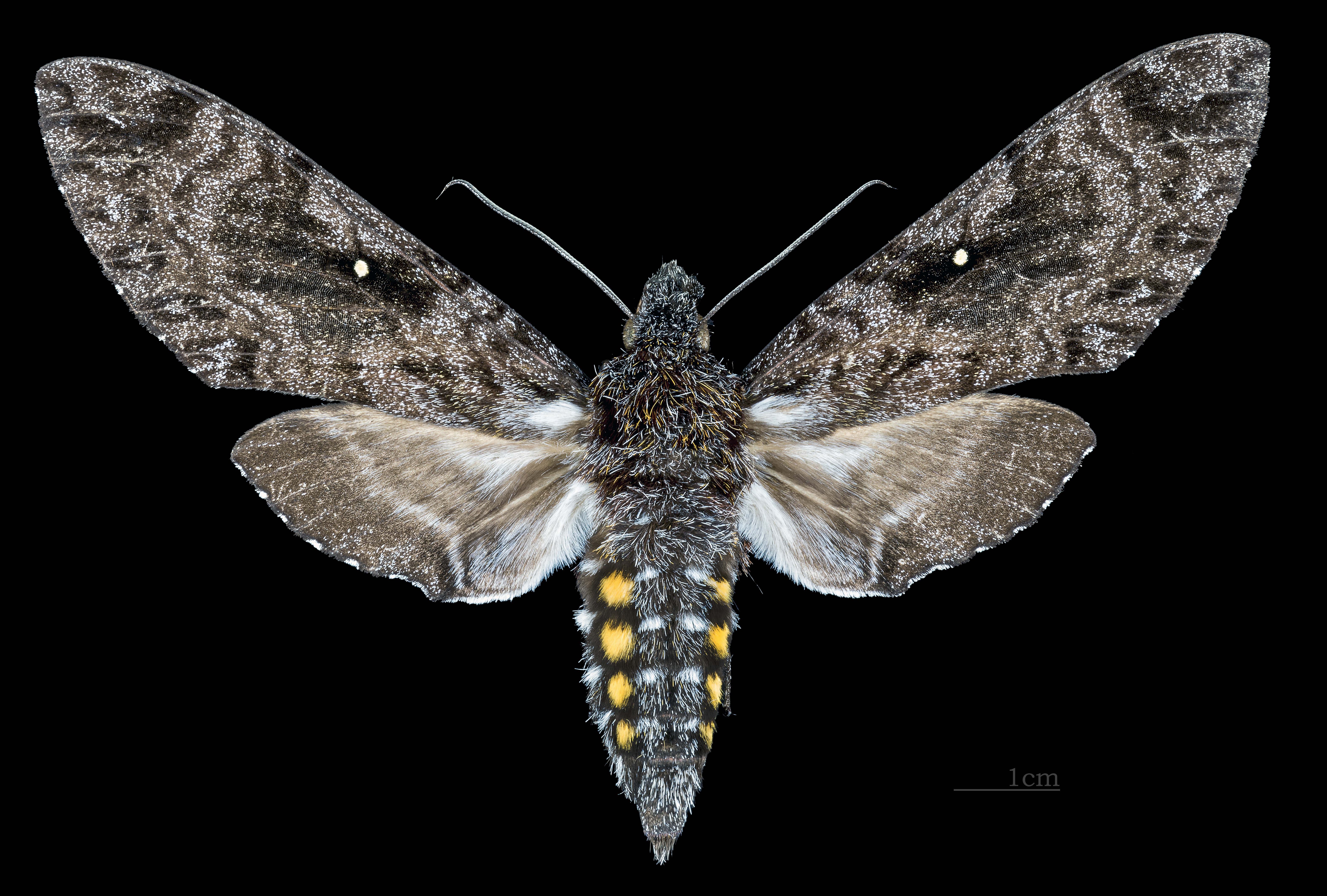
♀
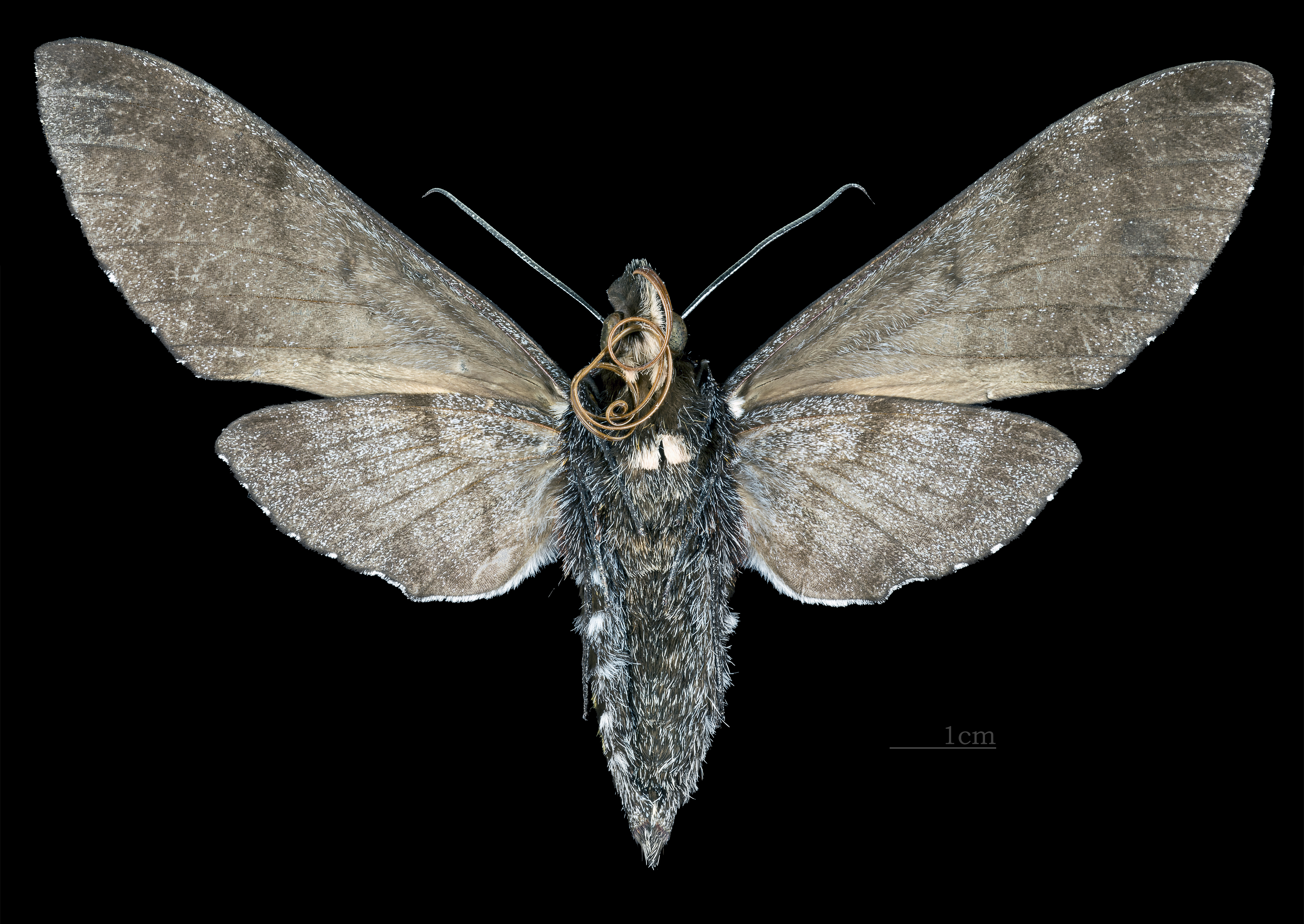
♀ △

| image = 
| image_caption = 
| image2 = Euryglottis albostigmata MHNT CUT 2010 0 113 Loja Las Chinchas Ecuador male ventral.jpg
| image2_caption = Euryglottis albostigmata ventral male